# 단구초등학교
단구초등학교는 대한민국 강원특별자치도 원주시 단구동에 있는 초등학교다.

## 학교 연혁
- 1935년 9월 5일 판부공립보통학교 개교(설립인가 7월 1일)
- 1938년 4월 1일 판부공립심상소학교로 개칭
- 1941년 4월 1일 판부공립국민학교로 개칭
- 1955년 9월 1일 단구국민학교로 교명 변경
- 1981년 3월 1일 병설유치원 개원 (1학급)
- 1996년 9월 1일 단구초등학교로 개칭
- 2000년 12월 22일 다목적실(목련관) 준공
- 2001년 10월 8일 급식소 준공
- 2001년 12월 20일 발명공작실 설치(2개 교실)
- 2010년 8월 28일 영어체험교실(3실)
- 2011년 11월 30일 Wee class 설치(1실)
- 2021년 1월 8일 제83회 졸업식(졸업생 70명, 누계 12,686명)
- 2021년 9월 1일 제32대 박영서 교장 부임

## 학교 상징
- 교화 - 목련 : 이른 봄의 목련은 다른 꽃보다 먼저 모습을 나타낸다. 어린이들이 무엇이든 남보다 앞서 나가며 맑고 깨끗하게 자라며 굳은 의지로 화합하기를 바라는 의미이다.
- 교목 - 살구나무 : 불그스름한 다섯잎의 활짝 핀 꽃과 열매는 어린이들의 구김살 없는 건강과 아름다움이요, 국가가 요구하는 동량들이 여기서 자라고 있음을 뜻한다.

## 참고 자료
- 단구초등학교 - 한국교육학술정보원 학교알리미